# میریام تریستان
میریام تریستان (انگلیسی: Miryam Tristán؛ زادهٔ ۱۹ آوریل ۱۹۸۵) بازیکن فوتبال اهل پرو است.
وی همچنین در تیم‌های ملی فوتبال زنان پرو بازی کرده‌است.